# Главна војна клиничка болница „Н. Н. Бурденко“
Главна војна клиничка болница „Н. Н. Бурденко“ Министарства одбране Руске Федерације.  најстарија је медицинска установа у Русији. Основана је у Москви, као прва државна медицинска установа  Русије  1706. године под називом  „Московска болница”.
Кроз ову прву модерну болницу у историји руске медицине,  данас најбољу  и највећу (1550 кревета) војну болницу у Русији. за више од 3 века постојања и рада, прошло је преко четири милиона пацијената (војника и цивила).

## Називи
Болница је током историје много пута мењала назив: 
- 1707. - Московска болница
- 1756. - Московска општа земаљска болница
- 1801. - Московска војна болница
- 1907. - Московски генерал војне болнице цара Петра I
- 1917. – Московска општа војна болница
- 1918. - Прва комунистичка болница Црвене армије (1. комунистичка болница Црвене армије)
- 1927. – Московска комунистичка војна болница
- 1944. – Главна војна болница Црвене армије
- 1946. – Главна војна болница Оружаних снага СССР-а Н. Н. Бурденкo, по академику Н. Н. Бурденку оснивача руске неурохирургије.
- 1967. – Главна војна клиничка болница Н. Н. Бурденкo
- 1982 - Федерална државна буџетска установа Главна војна клиничка болница Н. Н. Бурденко Министарства одбране Руске Федерације

## Размештај
Главна зграда болнице, која је преживела до данас, изграђена је у периоду од 1798. до 1802. године по нацртима архитекте Ивана Еготова у Лефортову (Московска област), најстаријем историјском округа града Москве и унутарградске општина, на обалама Јаузе у Југоисточном административном округу Москве . 

## Историја
осковску болницу (како се тада звала)  у Лефортову (Московска област), као претечу данашње  Главне војне клинике „Н. Н. Бурденко“ основао је Холанђанин Николас Бидло, лични лекар цара Петра Великог,  на основу указа Петра Великог 25. маја 1706. године. На тај дан, Петар Велику, у име бојара Ивана Алексејевича Мусина-Пушкина, издао декрет ...да се сагради болница за лечење болесника преко реке Јаузе наспрам немачког насеља на пристојном месту. И то лечилиште ће бити за доктора Николаја Бидла, и два лекара... да, од странаца и Руса, из свих редова, да регрутују 50 људи за фармацеутску науку.
Прве пацијенте болниц аје примила  21. новембра (2. децембра) 1707. године.
Основана у првим годинама Великог северног рата (1700-1721), који је Русија водила више од две деценије против Шведске. Болница је основана у правом тренутку јер је у овом дугом, крвавом и исцрпљујућем рату било много рањеника које је болнички требало збринути. Од тада до данас су лекари ове болнице учествовали у свим ратовима које је водила Русија.
Током московске куге “ 1771. године, лекари болнице су деловали несебично и стручно. 
Прва камена зграда за болницу подигнута је 1756. године. Главна зграда болнице, која је преживела до данас, грађена је у периоду од 1798. до 1802 године по пројекту архитекте Ивана Еготова , а убрзо су у близини подигнуте још 4 зграде.  
С почетка 19. века болница је преживела француску окупацију Москве и велики  пожар 1812. године, и примила на лечење преко 17 хиљада рањеника и болесника. Током  Наполеонове инвазија на Русију лични хирург Наполеона и главни хирург у његовој војсци Доминик Жан Ларе командир Легије части, иноватор хируршке праксе, реформатор медицинске службе франсцуске војске, историчар, филантроп и један од највећих ратни хирурга свог времена, након што је током рата посетио  Московску болницу написао је у својим мемоарима..
...да је ово најбоља болница коју је икада посетио.
Године 1839. у болници је отворено очно одељење, 1850. хидропатска клиника, 1886. прва „хидрофобна станица” у Москви, 1887. клиничка и бактериолошка лабораторија, а 1899. рентгенска соба са индукторским апаратом.
До почетка 20. века у болници је основано 22 одељења.
Током руско-јапанског рата 1904-1905. у болници је лечено око 16.000 војних лица, а током Првог светског рата  - више од 376 хиљада рањеника и болесника, а за три стотине година, скоро 4 милиона војних лица и цивила.
У болници су су радили Николај Склифосовски, Николај Пирогов и други познати руски лекари.
У њој је отворена прва средња медицинска школа у Русији, тако да болница није била само медицинска установа, већ и образовна: овде је зачета и прва руска школа за обуку лекара, као и први анатомски центар.
У болници су основане:
- прва операциона сала
- прво кардиолошко одељење у Русији,
- прва московска ларингоспокија,
- прво одељење за специјалне намене (основано1992. године) , чији задатак је да прати руске војнике који се шаљу у опасна жаришта и мировне мисије широм света.

### Признања
- 1968.  - Орден рада Црвене заставе

- 1982. - Орденом Лењина
- 2021.- Орден Александра Невског

## Организација
Сваке године кроз болницу прође 22.000 пацијената и обави  више од 9.000 операција. примарно војних али и цивилних лица. У болници ради 3.500 запослених, од којих је 800 лекара лекара и велики број медицинских техничара, у 130 дијагностичких центара и лабораторија.
У болници ради више од 70 доктора медицинских наука, 44 професора, више од 170 кандидата медицинских наука.
Огранци:
- Огранак бр. 1 (Москва),
- Огранак бр. 3 (микроокруг Купавна, Балашиха, Московска област),
- Огранак бр. 5 (Москва),
- Огранак број 7 (Сергијев Посад-6, Московска област).

За хитну ваздушну евакуацију рањеника и болесника из центара борбрних дејства широм света, болница је опремљена јединственом летећом хируршком и реанимацијском лабораторијом "Скалпел", верзијом авиона  Ил-76МД модификованог у болнички авион. У њему се налазе три медицинска модула који обављају функције преоперативне припреме, операционе сале и јединице интензивне неге. Први лет авион је обавио 23. јула 1983.  године. Захваљујући овом авиону више од 3 хиљаде рањеника допремљено је у болницу само током друге чеченске кампање.

## Музеј
Клиника „Бурденко“ има сопствени музеј, у коме посетиоци из бројних артефаката могу да се упознају са историјом развоја не само клинике већ и медицине у Русији.